# Tom Tucker: The Man and His Dream
Tom Tucker: The Man and His Dream (titulado Tom Tucker: el hombre y su sueño en Latinoamérica y España) es el decimotercer episodio de la décima temporada de la serie animada de televisión Padre de familia. Se estrenó originalmente el 12 de febrero de 2012 mediante FOX en los Estados Unidos. En este episodio, Peter decide ayudar a Tom Tucker realidad su sueño de convertirse en un actor famoso, por lo que se convierte en su representante y van a Hollywood. Pero, allí, se cruzan con un resucitado James Woods. De vuelta en Quahog, Chris sale con una chica que se parece inquietantemente a Lois. 
Este episodio fue escrito por Alex Carter y dirigido por Greg Colton. Ha recibido críticas en su mayoría positivas de los críticos por su historia y referencias culturales, además de ser criticado por Parents Television Council. Se contó con las actuaciones de huéspedes a partir de Mark Harmon, David Herman, Christine Lakin, Sanaa Lathan, Ellen Page y James Woods, junto con varios actores de voz invitados recurrentes para la serie.
El episodio fue dedicado en memoria de Ricky Garduno.

## Argumento
Mientras mira a Tom Tucker en el Canal 5 de Noticias,  Peter se entera de que Tucker solía ser un actor bajo el nombre artístico George P. Wilbur, el actor que interpretó a Michael Myers en la película favorita de Peter,  Halloween 4. Más tarde, Peter se ofrece a convertirse en representante de Tucker para que él se haga famoso, pero Tom se niega hasta que una noticia rara le hace reconsiderar.Tucker interpreta a un personaje secundario en un episodio de  NCIS interpretando a un mecánico. Más tarde,Mientras Peter y Tom tiene una platica acerca de su participación en la serie, aparece el actor que creían "muerto" James Woods. James Woods revela que después de su muerte en "And Then There Were Fewer" su cuerpo fue identificado por los paramedicos y llevado a un hospital secreto de Hollywood donde le dieron las fuerzas vitales de una adolescente de 17 años devolviendo le la vida.Peter decide convertirse en representante de Woods después de abandonar a Tucker. Sin embargo, después de leer guiones hechos por Peter, Woods, quien resulta ser un hombre quién requiere servicio de un equipo de asistentes, así que lo despide.Peter vuelve con Tucker, ellos se perdonan mutuamente, y deciden volver a Quahog, donde Tom con éxito consigue su trabajo de vuelta.
De vuelta en Quahog, Chris comienza a salir con una chica llamada Lindsey, que se parece inquietantemente a Lois. Sin embargo, Lois no parece darse cuenta de que tienen el mismo aspecto hasta encontrar Lindsey besándose con otro hombre, mientras que toma café con Bonnie. Lois le da la noticia a Chris, quién no le importa. Chris dice que está gordo al igual que Peter y quiere una chica que lo acepte, al igual que Lois acepta a Peter. Sin embargo, Lois asegura a Chris que cualquier chica será afortunada de salir con él. Poco después de romper con Chris, Lindsey comienza a salir con Quagmire, quién la viste igual que a Lois, al agradarle, despide a Mort quién igualmente está vestido como Lois.

## Producción
El episodio fue escrito por Alex Carter y dirigido por Greg Colton.
Además del reparto regular, los actores Mark Harmon, David Herman, Christine Lakin, Sanaa Lathan, Ellen Page y James Woods fueron estrellas invitadas en el episodio. Actores recurrentes de voz Johnny Brennan, Danny Smith, Alec Sulkin, Jennifer Tilly y John Viener hicieron apariciones menores en el episodio.

## Recepción
En su emisión original el 12 de febrero de 2012, "Tom Tucker:The Man and His Dream" fue visto por 5.030.000 espectadores estadounidenses y adquirió una calificación de 2,5 / 5 en el grupo demográfico 18-49, de acuerdo con Nielsen Ratings.